# Anhidridă melitică
Anhidrida melitică este un compus organic cu formula chimică C12O9. Conține doar atomi de carbon și oxigen, fiind astfel unul dintre oxizii carbonului care sunt stabili în condiții standard, împreună cu CO2, CO și C3O2. Este un solid alb, care sublimează, și a fost obținut de către Justus Liebig și Friedrich Wöhler în 1830 în timpul unor studii legate de melit (piatra de miere). Are formula brută C4O3. Compusul a fost caracterizat coplet în 1913 de cătr eH. Meyer și K. Steiner. Menține caracterul aromatic conferit de nucleul benzenic.